# Pío Uriburu
Pío de la Cruz Uriburu (Seclantás, Salta, Argentina, 3 de mayo de 1844-Buenos Aires, Argentina, 1º de julio de 1920) fue un político argentino que ocupó el cargo de gobernador de la provincia de Salta entre 1898 y 1901.

## Biografía

### Familia
Hijo de Casiana Castro Sanzetenea y del exgobernador de la provincia de Salta Juan Nepomuceno Uriburu Hoyos, fue bautizado en la Catedral de Salta el 29 de marzo de 1845. Contrajo matrimonio con Concepción Matorras Navarro el 29 de diciembre de 1870, siendo padres de Aurelia, Ana y Pío Nicolás Uriburu Matorras.
Durante su vida ocupó los cargos de diputado nacional y ministro de Gobierno provincial, antes de acceder a la gobernación.

### Gobernación
Fueron sus ministros, de Gobierno el Dr. Andrés de Ugarriza y de Hacienda, Gaspar J. Solá primero y los Dres. Julio Cornejo y David Saravia Castro, después.
Entre las medidas más importantes de su gobierno estuvieron la sanción en 1899 del Código de Procedimientos en materia Criminal (627 artículos), las leyes de impuestos al tabaco, a los alcoholes y al uso de tierras públicas, la ley de patentes a los vinos. Llevó adelante algunas iniciativas en favor de la minería, en particular de boratos. Continuó la construcción de la Casa de Gobierno provincial.
Soportó las consecuencias de una severa crisis económica provocada especialmente por la suspensión de la exportación de ganado a Chile y Bolivia, agregado a las largas distancias para llegar a los mercados de consumo y a los onerosos fletes, paralizando de esta manera el comercio y deprimiendo los negocios particulares.